# La ciudad de las bestias
La ciudad de las bestias (no Brasil, A Cidade das Feras; em Portugal A cidade dos deuses selvagens) é um romance da escritora chilena Isabel Allende. Foi publicado em 2002 e é o primeiro de uma trilogia chamada  As Aventuras da Águia e do Jaguar; os outros dois livros chamam-se El reino del dragón de oro e El bosque de los pigmeos. Cheio de aventuras, o livro alerta quanto ao tráfico na Amazônia e passa a mensagem da importância da amizade.

## Enredo
Alexander Cold, ou simplesmente Alex, é um adolescente de 15 anos de idade, que vivia tranqüilamente com sua família na Califórnia, até a descoberta de que sua mãe Lisa está com câncer, a partir daí suas vidas se transformam em um caos. Logo ele acaba sabendo que seu pai John vai levar a esposa para o Texas a fim de um tratamento de quimioterapia e ele então é mandado para a casa de sua excêntrica avó paterna Kate Cold em Nova Iorque para seguir com ela numa viagem ao Brasil. A avó o trata com uma certa rispidez e detesta ser chamada de avó, pois ela é cheia de vida, já conheceu meio mundo, bebe e fuma, mas tem uma saúde de ferro; no fundo ela o adora. Assim que chega em Nova Iorque, descobre que ela não foi buscá-lo no aeroporto, Alex então passa por alguns "perigos" até chegar ao velho apartamento dela, sabendo que em breve os dois iriam embarcar em uma grande aventura e que teria que estar preparado para algo muito pior do que estar perdido em Nova Iorque. Kate é repórter de uma revista chamada "International Geographic" e recebeu a missão de ir atrás de uma criatura chamada a Fera, algo semelhante ao yeti na Floresta Amazônica.
Chegando lá, Alex conhece Nádia Santos, uma garota de 13 anos, filha do guia da expedição e de uma canadense, ela sempre é acompanhada por uma macaquinho preto bastante esperto e curioso chamado Borobá. Juntos vão entrar em uma viagem mágica, além da compreensão. Alex descobre que seu animal totêmico é o Jaguar Negro e o de Nádia é a Águia Branca. Eles conhecem uma tribo xamã-indígena-ancestral chamada de povo da neblina que guardam vários segredos místicos, entre eles o de "ficar invisível" (apesar de ser apenas um estado de espírito e concentração), e um xamã da floresta que chama-se Walimai, ele fica amigo das crianças e os leva até os misteriosos deuses da floresta, que são os yetis ou as Feras, eles por serem criaturas tão primitivas têm um sistema de comunicação bastante lento, mas Nádia tem uma habilidade incrível de aprender idiomas (sabe além do português e do espanhol, o inglês, várias línguas indígenas, além dos idiomas dos animais, basta ela conviver com um exemplar de uma espécie), segundo ela ouvir com o coração, conquistada a amizade das Feras, Alex e Nádia conseguiram três ovos de diamante (para ajudar a preservar o povo da neblina) e a água da saúde (para a mãe de Alex), mas ao ganhar ele precisam abdicar-se de algo: Nádia dá um talismã que ela ganhou do xamã e Alex a flauta de seu famoso avô Joseph, um dos mais renomados flautistas da sua época. Eles também se deparam com espíritos da natureza, e com um temível pássaro negro chamado Rahakanariwa, presente nos pesadelos de Alex e que vez por outra também aparece para Nádia. Contudo a verdadeira ameaça está bem mais próxima do que eles imaginam, em alguns membros da expedição e no tráfico que aterroriza a Floresta Amazônica.